# ابن عقيل
ابن عقيل  عبد الله بن عبد الرحمن بن عبد الله بن محمد القرشي الهاشِمي، بهاء الدين، أبو محمد من (694 هـ - 769 هـ) ينتهي نسبه إلى عقيل بن أبي طالب. كان عالماً بالنحو والعربية من أئمة النحاة. ولد وتوفي بالقاهرة. وقال أبو حيان فيه:«ما تحت أديم السماء أنحى من ابن عقيل». كان كريماً كثير العطاء لتلاميذه. من مؤلفاته:
- شرح ابن عقيل على ألفية ابن مالك.[7]
- مختصر الشرح الكبير.[8]
- الجامع النفيس.
- التفسير (وصل إلى شرح آخر سورة آل عمران).